# Polish Open 2025
Il Polish Open 2025, conosciuto anche come T-Mobile Polish Open per motivi di sponsorizzazione, è stato un torneo femminile di tennis giocato sui campi in cemento. È stata la 6ª edizione del torneo facente parte della categoria WTA 125 nell'ambito del WTA Challenger Tour 2025. Si è giocato alla Legia Tenis & Golf di Varsavia in Polonia dal 28 luglio al 2 agosto 2025.

## Partecipanti al singolare

### Teste di serie
| Nazionalità   | Giocatrice                  | Ranking* | Testa di serie |
| ------------- | --------------------------- | -------- | -------------- |
| Ungheria      | Anna Bondár                 | 59       | 1              |
| Turchia       | Zeynep Sönmez               | 75       | 2              |
| Rep. Ceca     | Kateřina Siniaková          | 86       | 3              |
| Svizzera      | Viktorija Golubic           | 87       | 4              |
| Francia       | Diane Parry                 | 110      | 5              |
| Germania      | Ella Seidel                 | 123      | 6              |
| Andorra       | Victoria Jiménez Kasintseva | 141      | 7              |
| Liechtenstein | Kathinka von Deichmann      | 154      | 8              |

* Ranking al 14 luglio 2025.

### Altre partecipanti
Le seguenti giocatrici hanno ricevuto una wild card per il tabellone principale:
- Weronika Ewald
- Weronika Falkowska
- Martyna Kubka
- Monika Stankiewicz

Le seguenti giocatrici sono entrate in tabellone con il ranking protetto:
- Polona Hercog
- Alina Korneeva

Le seguenti giocatrici sono passate dalle qualificazioni:
- Viktória Hrunčáková
- Gabriela Knutson
- Anastasia Kulikova
- Urszula Radwańska

## Partecipanti al doppio

### Teste di serie
| Nazione     | Giocatrice             | Nazione     | Giocatrice      | Rank1 | Seed |
| ----------- | ---------------------- | ----------- | --------------- | ----- | ---- |
| Regno Unito | Harriet Dart           | Regno Unito | Maia Lumsden    | 151   | 1    |
| Spagna      | Yvonne Cavallé Reimers |             | Marija Kozyreva | 180   | 2    |

* Ranking al 21 luglio 2025.

## Campionesse

### Singolare
Kateřina Siniaková ha sconfitto in finale  Viktorija Golubic con il punteggio di 6-1, 6-2.

### Doppio
Weronika Falkowska /  Dominika Šalková hanno sconfitto in finale  Isabelle Haverlag /  Martyna Kubka con il punteggio di 6-2, 6-1.